# Willy Kment
Wilhelm "Willy" Kment, född 15 oktober 1914 i Wien, död där 22 december 2002, var en österrikisk fotbollstränare, tidigare spelare.
Kment spelade i Österrikes högstadivision för anrika Wiener SC, men han är främst ihågkommen för sina meriter som tränare. Han ledde VVV-Venlo till deras hittills (2024) enda seger i nederländska cupen säsongen 1959/1960 och Feyenoord till en dubbel, det vill säga seger i såväl nederländska högstaligan Eredivisie som i cupen, säsongen 1964/1965. I Feyenoord bytte Kment formation från det vedertagna 3–2–5 till ett 4–2–4-system. Han var den förste tränare som värvade en utländsk spelare till Feyenoord.
Han tränade Norges herrlandslag 1960–1962 och 1967–1969. Kment hade därtill tränaruppdrag för två klubbar i landet, det sista för Fredrikstad 1976. Nils Arne Eggen har nämnt Kments disciplinerade tränarstil som en inspirationskälla.